# Daihatsu Feroza
Daihatsu Feroza F300, F310 – niewielkie auto terenowo-rekreacyjne. Produkowane było w latach 1989-1998. Oznaczenie nadwozia przez producenta jako ORV (OffRoad Vehicle) wskazuje, że jest to samochód zaprojektowany jako terenowy.
Pierwsza generacja produkowana była do roku 1993, wyposażona w silnik 1,6 l SOHC lub DOHC. Druga generacja, wprowadzająca niewielkie zmiany, produkowana była od 1993 roku. Nazwy używane dla modelu w innych krajach:
- Stany Zjednoczone: Daihatsu Rocky (model ten jest poza USA zupełnie innym modelem auta niż Feroza, zbieżność nazw jest myląca. Jednoznaczną identyfikacją jest oznaczenie nazdwozia - w przypadku Ferozy są to oznaczenia F300 i F310, w przeciwieństwie do modelu Rocky w którym występują oznaczenia nadwozia rozpoczynające się od F7 (np. F71,F78) lub F8 (np. F81,F85).)
- Sportrak

Silnik oferowany w Europie:
- benzynowy, z wtryskiem wielopunktowym, OHC, o pojemności 1590 cm³, 70 kw/95 KM przy 5700 obr./min, 128 Nm przy 4800 obr./min, 4 zawory na cylinder, stopień sprężania 9,5
- przyspieszenie 0-100 km/h - 11,7 s
- prędkość maksymalna 147 km/h
- dopuszczalna masa przyczepy 1500 kg
- średnie zużycie paliwa według ECE 10 l/100 km